# Temporada 2012-2013 del Nàstic
La temporada 2012-2013, el Gimnàstic de Tarragona la juga a la Segona divisió espanyola de futbol B després d'haver baixat de categoria la temporada passada.

## Plantilla
Aquesta és la plantilla del Gimnàstic de Tarragona per a la temporada 2012-2013 a la Segona divisió espanyola de futbol B.
| N. | Pos. | Nac. | Jugador                             |
| -- | ---- | --- | ----------------------------------- |
| 1  | POR  | [[Fitxer:Flag of Spain.svg\|23x15px\|border \|alt=Espanya\|link=Selecció de futbol d'Espanya\|{{#if:\|]]                                 | Rubén Pérez Chueca                  |
| 3  | DEF  | [[Fitxer:Flag of Catalonia.svg\|23x15px\|border \|alt=Catalunya\|link=Selecció de futbol de Catalunya\|{{#if:\|]]                        | Fran Vélez                          |
| 5  | DEF  | [[Fitxer:Flag of the Balearic Islands.svg\|23x15px\|border \|alt=Illes Balears\|link=Selecció de futbol de les Illes Balears\|{{#if:\|]] | Xisco Campos Coll                   |
| 6  | MIG  | [[Fitxer:Flag of Catalonia.svg\|23x15px\|border \|alt=Catalunya\|link=Selecció de futbol de Catalunya\|{{#if:\|]]                        | Eugeni Valderrama Domènech          |
| 7  | DAV  | [[Fitxer:Flag of Catalonia.svg\|23x15px\|border \|alt=Catalunya\|link=Selecció de futbol de Catalunya\|{{#if:\|]]                        | Albert Virgili Fort                 |
| 8  | MIG  | [[Fitxer:Flag of Spain.svg\|23x15px\|border \|alt=Espanya\|link=Selecció de futbol d'Espanya\|{{#if:\|]]                                 | Carlos Tornero López de Lerma       |
| 9  | MIG  | [[Fitxer:Flag of Spain.svg\|23x15px\|border \|alt=Espanya\|link=Selecció de futbol d'Espanya\|{{#if:\|]]                                 | Francisco Javier Martínez Rodríguez |
| 10 | DAV  | [[Fitxer:Flag of Catalonia.svg\|23x15px\|border \|alt=Catalunya\|link=Selecció de futbol de Catalunya\|{{#if:\|]]                        | Marc Martínez Castillero            |
| 11 | MIG  | [[Fitxer:Flag of Catalonia.svg\|23x15px\|border \|alt=Catalunya\|link=Selecció de futbol de Catalunya\|{{#if:\|]]                        | David Haro Iniesta                  |
| 13 | POR  | [[Fitxer:Flag of Catalonia.svg\|23x15px\|border \|alt=Catalunya\|link=Selecció de futbol de Catalunya\|{{#if:\|]]                        | Sergio López                        |
| 14 | DEF  | [[Fitxer:Flag of Catalonia.svg\|23x15px\|border \|alt=Catalunya\|link=Selecció de futbol de Catalunya\|{{#if:\|]]                        | Aleix Coch Lucena                   |

| N. | Pos. | Nac. | Jugador                            |
| -- | ---- | --- | ---------------------------------- |
| 15 | DEF  | [[Fitxer:Flag of the Balearic Islands.svg\|23x15px\|border \|alt=Illes Balears\|link=Selecció de futbol de les Illes Balears\|{{#if:\|]] | Pere Mairata Gual                  |
| 16 | DEF  | [[Fitxer:Flag of Argentina.svg\|23x15px\|border \|alt=Argentina\|link=Selecció de futbol de l'Argentina\|{{#if:\|]]                      | Lucas Agustín Viale Ochoa          |
| 17 | MIG  | [[Fitxer:Flag of Spain.svg\|23x15px\|border \|alt=Espanya\|link=Selecció de futbol d'Espanya\|{{#if:\|]]                                 | Pedro José Pinazo                  |
| 18 | DEF  | [[Fitxer:Flag of Catalonia.svg\|23x15px\|border \|alt=Catalunya\|link=Selecció de futbol de Catalunya\|{{#if:\|]]                        | Arnau Tobella Cassasses            |
| 20 | DAV  | [[Fitxer:Flag of the Balearic Islands.svg\|23x15px\|border \|alt=Illes Balears\|link=Selecció de futbol de les Illes Balears\|{{#if:\|]] | Marcos Jiménez De la Espada Martin |
| 21 | DEF  | [[Fitxer:Flag of Catalonia.svg\|23x15px\|border \|alt=Catalunya\|link=Selecció de futbol de Catalunya\|{{#if:\|]]                        | José Antonio Vélez Jiménez         |
| 22 | DAV  | [[Fitxer:Flag of Catalonia.svg\|23x15px\|border \|alt=Catalunya\|link=Selecció de futbol de Catalunya\|{{#if:\|]]                        | Aaron Bueno Gómez                  |
| 23 | MIG  | [[Fitxer:Flag of Catalonia.svg\|23x15px\|border \|alt=Catalunya\|link=Selecció de futbol de Catalunya\|{{#if:\|]]                        | Joel Coch Duch                     |
| 24 | DAV  | [[Fitxer:Flag of Spain.svg\|23x15px\|border \|alt=Espanya\|link=Selecció de futbol d'Espanya\|{{#if:\|]]                                 | Juan José Bezares Alarcón          |
| 25 | DAV  | [[Fitxer:Flag of Spain.svg\|23x15px\|border \|alt=Espanya\|link=Selecció de futbol d'Espanya\|{{#if:\|]]                                 | José Jesús Perera López            |
| 27 | DEF  | [[Fitxer:Flag of Catalonia.svg\|23x15px\|border \|alt=Catalunya\|link=Selecció de futbol de Catalunya\|{{#if:\|]]                        | Alberto Benito Correa              |

## Equip tècnic
- Entrenador:  Kiko Ramírez[2] fins al 14-10-2012
- Entrenador:  Javi Salamero a partir del 15-10-2012
- Segon entrenador:  Jesús María Serrano Eugui

## Fitxatges
Els fitxatges d'aquesta temporada han estat:
- Sergio López, del CF La Pobla de Mafumet (equip filial)
- Aleix Coch Lucena, del CF La Pobla de Mafumet
- Joel Coch Duch, del CF La Pobla de Mafumet
- José Antonio Vélez Jiménez, del CF La Pobla de Mafumet
- Alberto Benito Correa, del CF La Pobla de Mafumet
- Albert Virgili Fort, del CF La Pobla de Mafumet
- Eugeni Valderrama Domènech, del Juvenil A del club
- Francisco Manuel Vélez Jiménez, retorna d'una cessió a la Unión Deportiva Logroñés
- Lucas Agustín Viale Ochoa, del CE L'Hospitalet
- Arnau Tobella Cassasses, de la UE Sant Andreu
- Carlos Tornero López de Lerma, del Leganés
- Francisco Javier Martínez Rodríguez, de l'Oriola CF
- David Haro Iniesta, del CE L'Hospitalet
- Pedro José Pinazo, de l'Elx CF
- Juan José Bezares Alarcón, del Villanovense
- Marc Martínez Castillero, de la SD Huesca
- Marcos Jiménez De la Espada Martin, de la UE Sant Andreu
- Aaron Bueno Gómez, del CE Sabadell
- José Jesús Perera López, de l'Atlètic Balears

## Baixes
Les baixes han estat:
- Alejandro Ortiz Ramos
- Antonio Longás Ferré
- Dani Abalo Paulos
- Antoni Lluís Adrover Colom Tuni
- Fernando Seoane Antelo
- Fernando Morán Escudero
- Berry Powel
- Mikel Orbegozo Orbegozo
- Álvaro Rey
- Roberto Peragón Lacalle
- Samuel Galindo
- Manel Ruz Baños
- Arturo García Muñoz Arzu
- Rodrigo Gimeno Molina
- Hugo Bargas

## Resultat de la temporada
Després d'un mal inici de temporada, l'equip anà millorant en els seus resultats, acabant 6è en la classificació, lluny però de l'objectiu de quedar entre els quatre primers per jugar les eliminatòries d'ascens a segona divisió.